# 7377 Pizzarello
A 7377 Pizzarello (ideiglenes jelöléssel 1981 EW9) a Naprendszer kisbolygóövében található aszteroida. Schelte J. Bus fedezte fel 1981. március 1-én.